# San Girolamo penitente (Piero della Francesca)
San Girolamo penitente è un'opera, tempera su tavola di castagno (51x38 cm), di Piero della Francesca, datata 1450 e conservata nella Gemäldegalerie di Berlino.

## Storia
L'opera è una delle pochissime firmate di Piero della Francesca, infatti sul piccolo cartiglio in basso a destra si legge "PETRI D[E] BURGO [SAN SEPOLCRO] OPUS MCCCCL. L'autografia del dipinto è stata riconosciuta comunque solo nel 1968, in seguito a un restauro che eliminò una vecchia ridipintura, che stravolgeva l'opera pierfrancescana. Tra gli anni quaranta e cinquanta Pietro aveva intrapreso numerosi viaggi (Urbino, Ferrara e forse Bologna) e può darsi che la tavola sia stata dipinta durante uno di questi soggiorni, commissionata per la devozione privata.
Recentemente è stato scoperto un documento che testimonia la presenza di Piero ad Ancona il 18 marzo 1450, come testimone a un testamento in casa dei conti Ferretti, dove è segnalato tra i "cittadini ed abitanti di Ancona", quindi non di passaggio. Dalla tavoletta deriva palesemente un'altra opera anconetana, la lunetta di analogo soggetto di Nicola di Maestro Antonio d'Ancona, oggi alla Galleria Sabauda di Torino e facente forse parte del coronamento della Madonna in trono col Bambino e santi al Carnegie Museum of Art di Pittsburgh, proveniente dalla cappella Ferretti nella chiesa di San Francesco alle Scale ad Ancona.

## Descrizione
La tavola fonde le due rappresentazioni tradizionali di san Girolamo in una sola: la prima è quella del "penitente", che vede il santo come eremita nel deserto, vestito di stracci e con in mano un sasso per percuotersi il petto e il rosario per la preghiera, oltre al cappello cardinalizio gettato in terra ed al leone ammansito (al quale il santo aveva tolto una spina dalla zampa, facendoselo amico); la seconda è quella del "san Girolamo nello studio", diffusa soprattutto nella pittura nordica, al quale Piero allude con la nicchia nella roccia con i libri, che ricordano la sua attività erudita di traduttore della Bibbia dall'ebraico e dal greco in latino (la Vulgata). La prima versione era legata soprattutto alla devozione popolare come modello di rinuncia ai beni terreni, mentre nella seconda veste Girolamo era il prototipo del dotto umanista.
Il santo è raffigurato mentre guarda verso una semplice croce di legno (oggi poco distinguibile per l'appiattimento dei colori a causa della cattiva conservazione), che è appesa al tronco di un albero sull'estremo bordo destro.
La scena è ambientata in un vasto paesaggio che occupa circa tre quarti della tavola. A differenza dell'iconografia tradizionale non si tratta di un deserto, ma di una piana alberata ai piedi della colline, nella quale si vede anche un edificio e un fiume scorre sinuoso, riflettendo gli alberi come uno specchio.
Esiste un'altra tavola di dimensioni simili su san Girolamo, il San Girolamo e il donatore Girolamo Amadi, conservata alle Gallerie dell'Accademia di Venezia e databile nello stesso periodo (1440-1450 circa).

## Stile
L'opera, sebbene di dimensioni piccole e in uno stato di conservazione non ottimale, mostra diverse caratteristiche tipiche dell'arte di Piero. La colorazione delicata potrebbe essere causata dalle condizioni della tavola, ma vi si possono cogliere comunque notazioni legate alla realistica rappresentazione di una scena all'aperto. Le nuvole hanno quella consistenza solida, come cilindri sospesi in aria, che si incontrano di continuo nell'opera di Piero.
I colori hanno una funzione anche di definizione spaziale, tipica dell'artista e ancora più evidente in opere successive, maggiormente influenzate dalla pittura fiamminga: le forme più lontane sono infatti leggermente più chiare e i toni bruni riappaiono ritmicamente indicando allo sguardo dello spettatore la scansione spaziale.
Una prova di un contatto già avvenuto coi fiamminghi è la piccola natura morta dei libri, trattati con estrema precisione nei dettagli e con un'attenzione ai riflessi luminosi, per quell'epoca, che si spiega solo con la conoscenza di artisti nordici, magari Rogier van der Weyden, che pure nel 1450 soggiornò a Ferrara. In questo Piero fu un artista d'avanguardia e le sue ricerche hanno un parallelo solo con i pittori genovesi e napoletani che avevano rapporti privilegiati con le Fiandre, come Donato de' Bardi o Colantonio.